# クォーク星
クォーク星（クォークせい、quark star）とは、天体が超新星爆発を起こした後に形成される可能性がある仮説上の天体である。クォークが裸の状態で存在する天体であり、白色矮星は電子の縮退圧によって自身の重力を支え、中性子星は中性子の縮退圧によって自身の重力を支えるように、クォーク星はクォークの縮退圧によって自身の重力を支える。
クォーク星が実在するのかどうかは未解決問題であるが、もし存在すれば中性子星とブラックホールの中間的な重力をもち、大きさは中性子星より小さいと考えられる。この特徴を有するみなみのかんむり座のRX J1856.5-3754やへびつかい座のXTE J1739-285はクォーク星の候補と考えられていた。

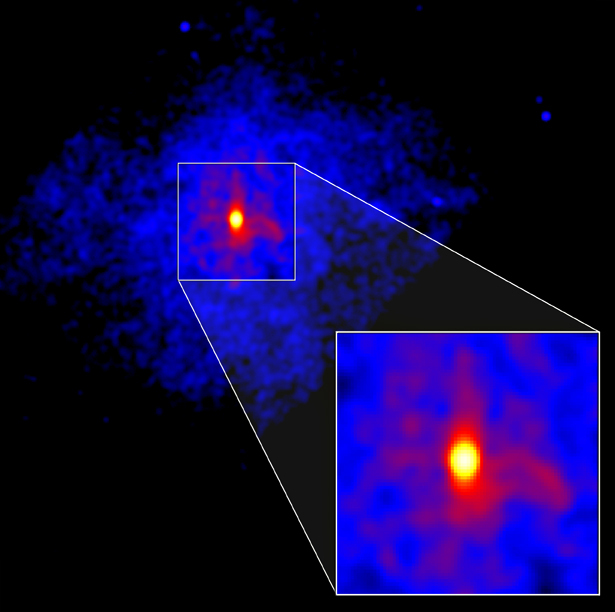
3C58のX線画像

## 歴史
1933年、フリッツ・ツビッキーとウォルター・バーデが中性子星のモデルを初めて提唱した当時、中性子はこれ以上壊すことのできない基本粒子と考えられていた。しかし、その後クォークが発見されクォーク星が存在する可能性が考えられた。

## クォーク星の候補
- 3C 58